# Komunikace vědy
Komunikace vědy (anglicky Science communication) je praxe informování, vzdělávání a zvyšování povědomí o vědeckých tématech a výsledcích.
Vědečtí komunikátoři a obecenstvo jsou často nejednoznačně definováni a odbornost a úroveň vědeckých znalostí se u každé skupiny liší. Můžeme rozlišit dva typy vědecké komunikace: vnější komunikaci (obvykle prováděnou profesionálními vědci neprofesionálnímu publiku) a vnitřní vědeckou komunikaci (komunikace mezi odborníky z podobných nebo odlišných vědeckých prostředí). Příkladem vnitřní komunikace je vědecká komunikace a publikace ve vědeckých časopisech.

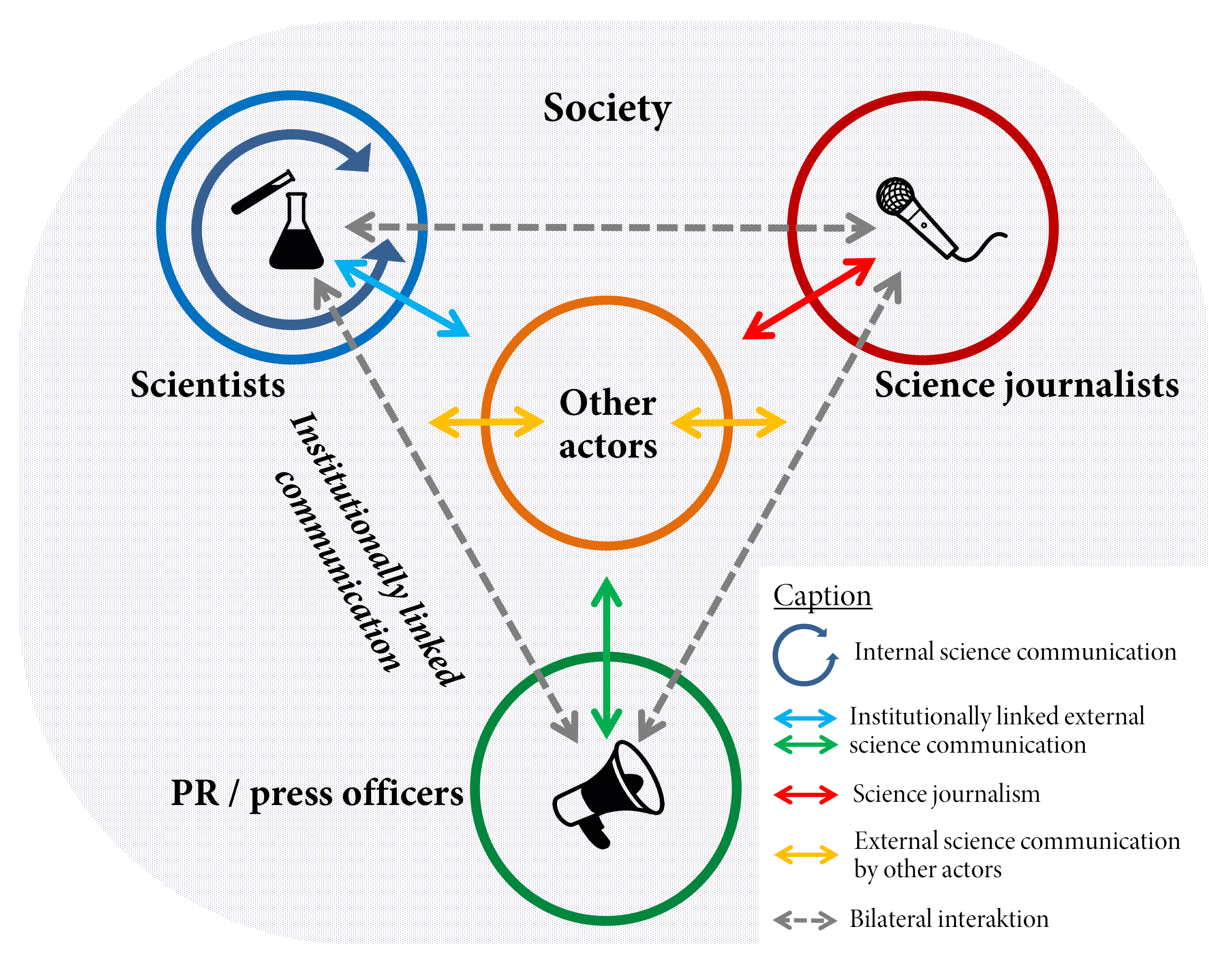
Schematický přehled oboru a aktérů vědecké komunikace podle Carstena Könnekera

Vědecká komunikace může přinést podporu pro vědecký výzkum nebo vědecké studium a podpořit rozhodování založené na faktech, včetně politického a etického myšlení. Seriózní vědecká komunikace je zvláště důležitá při vyvracení dezinformací. Vědečtí komunikátoři mohou využívat různé formy zábavy a žánrů, včetně humoru, vyprávění příběhů a metafor.
Kromě tradičních kanálů, jako jsou konference a tiskové zprávy, se s příchodem internetu prosazují také nové mediální formáty jako je Reddit, Facebook či Twitter. Dopad vědecké komunikace je možné také měřit, pro hodnocení ohlasu výsledu výzkumu (zejm. vědeckých článků) se používá tzv. altmetrika. Altmetrické skóre měří například kolikrát byl odkaz na vědecký článek publikován na Facebooku, blogu či Twitteru.
V českém prostředí se v roce 2020 uskutečnila konference zaměřená na komunikaci vědy a koncept komunikace vědy začal být popularizován skupinou spolupracující s portálem Vědavýzkum.cz, která také vytvořila tematický web, kde o této problematice informuje. V tomto roce vzniká také první tuzemská agentura zaměřená na PR vědy a komunikaci vědeckých výsledků.